# Saint-Armel (Ille-et-Vilaine)
Saint-Armel è un comune francese di 1 775 abitanti situato nel dipartimento dell'Ille-et-Vilaine nella regione della Bretagna.

## Società

### Evoluzione demografica
Abitanti censiti